# Nicola Calandrini
Nicola Calandrini (Latina, 5 novembre 1966) è un politico italiano.

## Biografia

### Attività politica
Inizia con la politica nel 1998, quando diventa coordinatore comunale di Forza Italia a Latina, carica che ricopre fino al 2002. Nel 2002 si candida alla carica di consigliere comunale a Latina, nella lista di Forza Italia a sostegno del candidato a sindaco Vincenzo Zaccheo, risultando eletto. Dal giorno del suo insediamento in consiglio comunale (maggio 2002), inoltre, ha ricoperto la carica di capogruppo di Forza Italia. Il 25 novembre del 2005 lascia la carica di capogruppo e viene scelto come presidente del consiglio comunale, carica che ha mantenuto fino alla fine del mandato.
Alle elezioni amministrative di Latina del 2007, Calandrini si candida nuovamente per la carica di consigliere comunale, sempre a sostegno del candidato a sindaco (poi riconfermato) Vincenzo Zaccheo, risultando nuovamente eletto. Viene indicato nuovamente come Presidente del Consiglio comunale, carica che ha mantenuto fino al termine della Legislatura.
Nel 2009, con la sospensione di Forza Italia, aderisce al Popolo della Libertà. Alle elezioni amministrative di Latina del 2012 si candida nuovamente come consigliere comunale, stavolta però a sostegno del candidato a sindaco Giovanni Di Giorgi e nella lista del Popolo della Libertà, risultando eletto. Anche in questo mandato viene nominato Presidente del consiglio comunale. Nel 2013 Calandrini aderisce a Fratelli d'Italia, lasciando dunque il Popolo della Libertà.
Il 4 giugno 2015, a seguito della sfiducia del consiglio comunale ai danni del sindaco Di Giorgi, l'amministrazione comunale di Latina cade e pertanto Calandrini perde la carica di presidente del consiglio comunale.

#### Candidatura a sindaco di Latina
Alle elezioni amministrative del 2016 Calandrini si candida a sindaco di Latina, sostenuto da Fratelli d'Italia e la Lega Nord, risultando essere il candidato più votato al primo turno con il 22,17% accedendo, dunque, al ballottaggio con il candidato civico Damiano Coletta (22,11%).
Il 19 giugno, al ballottaggio, Calandrini perde nettamente la sfida con Coletta che ottiene il 75,05% dei consensi, contro il 24,95 di Calandrini. Nonostante la sconfitta Calandrini entra a far parte del consiglio comunale, in qualità di consigliere comunale di minoranza, visto che è il candidato a sindaco perdente.

#### Elezione a senatore
Il 17 gennaio 2018 Calandrini entra nella direzione nazionale di Fratelli d'Italia, venendo inoltre nominato coordinatore provinciale del partito a Latina.
Alle elezioni politiche del 2018 si candida al Senato della Repubblica, tra le liste di Fratelli d'Italia presentandosi nel collegio plurinominale Lazio - 02, ma non è eletto.
Calandrini diventa senatore il 19 marzo 2019, subentrando a Marco Marsilio, dimessosi dopo essere stato eletto Presidente dell'Abruzzo.